# بيت الجعدني (حجة)

تعديل مصدري - تعديل

بيت الجعدني هي إحدى قرى عزلة بني علي بمديرية حجة التابعة لمحافظة حجة، بلغ تعداد سكانها 97 نسمة حسب تعداد اليمن لعام 2004.